# Pugwash Conferences on Science and World Affairs
La Pugwash Conferences on Science and World Affairs è una organizzazione non governativa, con sede in Canada, il cui scopo principale è quello di sostenere la compatibilità dello sviluppo scientifico con l'equilibrio geopolitico e pacifico internazionale. Fu fondata nel 1957 da Józef Rotblat e Bertrand Russell in seguito alla pubblicazione nel 1955 del manifesto Russell-Einstein.
L'associazione ricevette il Premio Nobel per la pace nel 1995 per i suoi sforzi nel disarmo nucleare.

## Storia
L'organizzazione prese il nome dal villaggio di pescatori di Pugwash, nella Nuova Scozia canadese, dove nel 1957 si tenne il primo incontro per la sua fondazione. Lo spunto che permise la nascita della Conferenza di Pugwash fu il Manifesto Russell-Einstein, redatto nel 1955 da Albert Einstein e Bertrand Russell per convincere i governanti del mondo a valutare il pericolo dell'impatto di una guerra atomica nei confronti dello sviluppo della civiltà umana. Il presidente era Józef Rotblat, che era anche il più anziano tra gli scienziati di tale conferenza. I primi firmatari furono 22 scienziati provenienti da diversi paesi; 7 statunitensi, 3 sovietici, 3 giapponesi, 2 britannici, 2 canadesi, 1 australiano, 1 austriaco, 1 francese, 1 cinese ed 1 polacco.